# (21662) Benigni
(21662) Benigni ist ein Asteroid des mittleren Hauptgürtels, der am 1. September 1999 am italienischen Santa Lucia Stroncone-Observatorium (IAU-Code 589) bei Terni in Umbrien entdeckt wurde. Unbestätigte Sichtungen des Asteroiden hatte es vorher schon am 7. Januar 1998 (1998 FB119) im Rahmen des LONEOS-Projektes des Lowell-Observatoriums in Arizona gegeben.
Der Asteroid gehört zur Eunomia-Familie, einer nach (15) Eunomia benannten Gruppe, zu der vermutlich fünf Prozent der Asteroiden des Hauptgürtels gehören.  Die zeitlosen (nichtoskulierenden) Bahnelemente von (21662) Benigni sind fast identisch mit denjenigen des kleineren, wenn man von der Absoluten Helligkeit von 15,1 gegenüber 13,9 ausgeht, Asteroiden (134706) 1999 XK202.
(21662) Benigni wurde am 7. Januar 2004 nach dem italienischen Filmschauspieler und -regisseur Roberto Benigni benannt. Am 23. Mai 2005 wurde auch nach Benignis Ehefrau Nicoletta Braschi ein Asteroid des mittleren Hauptgürtels benannt: (31605) Braschi.